# Велика плава рупа
Велика плава рупа (енгл. Great Blue Hole) је велика подводна рупа на обали Белизеа. Мали атол, у склопу Коралног гребена Белизеа, удаљен је 100 km (62 mi) од копна и града Белизе Ситија. Рупа је кружног облика пречника преко 300 m (980 ft) и преко 125 m (410 ft) је дубока. Формирана је као кречњачки шпиљски систем у последњем глацијалном раздобљу када је ниво мора био доста нижи. Када се ниво океана почео повећавати, шпиља је потопљена, а кров се урушио.